# (5146) Moiwa
(5146) Moiwa est un astéroïde de la ceinture principale.

## Description
(5146) Moiwa est un astéroïde de la ceinture principale. Il fut découvert le 28 janvier 1992 à Kushiro par Seiji Ueda et Hiroshi Kaneda. Il présente une orbite caractérisée par un demi-grand axe de 2,74 UA, une excentricité de 0,15 et une inclinaison de 13,9° par rapport à l'écliptique.

## Compléments